# Main River (White Bay)
Main River är ett vattendrag i Kanada.   Det ligger i provinsen Newfoundland och Labrador, i den östra delen av landet, 1 500 km öster om huvudstaden Ottawa.
Trakten runt Main River är nära nog obefolkad, med mindre än två invånare per kvadratkilometer.